# Lotta ai XXII Giochi del Commonwealth
Le competizioni di lotta ai XXII Giochi del Commonwealth si sono svolti dal 5 al 6 agosto 2022.

## Podi

### Maschile
| Evento | Oro               | Argento               | Bronzo          |
| 57 kg  | Ravi Kumar Dahiya | Ebikewenimo Welson    | Darthe Capellan |
| 57 kg  | Ravi Kumar Dahiya | Ebikewenimo Welson    | Ali Asad        |
| 65 kg  | Bajrang Punia     | Lachlan McNeil        | Inayat Ullah    |
| 65 kg  | Bajrang Punia     | Lachlan McNeil        | George Ramm     |
| 74 kg  | Naveen Malik      | Muhammad Sharif Tahir | Ogbonna John    |
| 74 kg  | Naveen Malik      | Muhammad Sharif Tahir | Jasmit Phulka   |
| 86 kg  | Deepak Punia      | Muhammad Inam         | Alex Moore      |
| 86 kg  | Deepak Punia      | Muhammad Inam         | Jayden Lawrence |
| 97 kg  | Nishan Randhawa   | Nicolaas de Lange     | Deepak Nehra    |
| 97 kg  | Nishan Randhawa   | Nicolaas de Lange     | Thomas Barns    |
| 125 kg | Amar Dhesi        | Zaman Anwar           | Mandhir Kooner  |
| 125 kg | Amar Dhesi        | Zaman Anwar           | Mohit Grewal    |

### Femminile
| Evento | Oro                | Argento          | Bronzo              |
| 50 kg  | Mercy Genesis      | Madison Parks    | Pooja Gehlot        |
| 50 kg  | Mercy Genesis      | Madison Parks    | Non assegnato       |
| 53 kg  | Vinesh Phogat      | Samantha Stewart | Non assegnato       |
| 53 kg  | Vinesh Phogat      | Samantha Stewart | Non assegnato       |
| 57 kg  | Odunayo Adekuoroye | Anshu Malik      | Hannah Taylor       |
| 57 kg  | Odunayo Adekuoroye | Anshu Malik      | Nethmi Poruthotage  |
| 62 kg  | Sakshi Malik       | Ana Godinez      | Esther Kolawole     |
| 62 kg  | Sakshi Malik       | Ana Godinez      | Berthe Etane Ngolle |
| 68 kg  | Blessing Oborududu | Linda Morais     | Divya Kakran        |
| 68 kg  | Blessing Oborududu | Linda Morais     | Tayla Ford          |
| 76 kg  | Justina Di Stasio  | Hannah Rueben    | Georgina Nelthorpe  |
| 76 kg  | Justina Di Stasio  | Hannah Rueben    | Pooja Sihag         |